# 후타바테이 시메이
후타바테이 시메이(일본어: 二葉亭四迷, 1864년 4월 4일 ~ 1909년 5월 10일)는 일본의 소설가, 번역가이다. 본명은 하세가와 다쓰노스케(일본어: 長谷川辰之助)이다. 필명의 유래는 첫 소설 '뜬구름(浮雲)'을 스승의 이름을 빌려 발표한 데 대한 자조의 의미(くたばって仕舞しめえ, 뒈져버려라)를 담은 것이다. 에도 이치가야(江戸市ヶ谷) 출생. 그의 자필 이력서에 따르면, 1883년 2월 1일부터 1885년 12월 25일까지, 당시의 센슈학교(専修学校, 현재의 센슈 대학専修大学)에서 배웠고, 그곳을 졸업했다. 또한, 도쿄 외국어학교(東京外国語学校, 현재의 도쿄 외국어대학) 러시아어과 입학 후, 동 과가 바뀐 도쿄 상업학교(東京商業学校, 현재의 히토쓰바시 대학)제3부 러시아어과를 1886년 1월에 중퇴했다.
쓰보우치 쇼요(坪内逍遥)와 교류를 했고, 그 권유로부터 평론 '소설 총론(小説総論)'을 발표했다. 1887년~91년 사이에 내놓은 사실주의 소설 '뜬구름(浮雲)'은 언문일치체로 쓰여, 일본의 근대소설의 선구가 되었다. 또한 러시아 문학의 번역도 종종 해, 투르게네프의 '밀회(あひゞき)', '해후(めぐりあひ)'는 특히 유명하다. 자연주의 작가에게 큰 영향을 주었다.
나중에 '그 모습(其面影)' '평범(平凡)'을 썼지만, 1909년, 러시아 부임에서 귀국하던 도중에, 벵골만에서 객사했다.

## 생애
에도 이치가야 갓바자카(合羽坂)의 오와리번 가미야시키(尾張藩上屋敷)에 태어났다(다른 설 있음). 아버지 오와리 번사(藩士)였던 하세가와 요시카즈(長谷川吉数)는 매사냥 공역(鷹狩り供役)을 맡았다. 어머니의 이름은 시즈(志津). 조부 다쓰조(辰三)의 이름을 따서, 다쓰노스케(辰之助)라고 이름붙였다.
4세 때에 어머니의 친정 고토 가(後藤家)가 있는 나고야(名古屋)로 이사간다. 노무라 아키타리(野村秋足)의 학당에서 한학을 배웠고, 나고야 번학교(名古屋藩学校)에 입학한 뒤에는, 하야시 쇼주로(林正十郎)들에게 프랑스어를 배웠다.
1872년, 번학교를 그만두고 돌아오지만, 아버지의 전근 때문에 마쓰에(松江)로 이사, 우치무라 토모스케(内村友輔)로부터 한학을 배운다.
구제 아이치 현립 제1중학교(旧制愛知県立第一中学校, 현재의 아이치 현립 아사히오카 고등학교愛知県立旭丘高等学校) 졸업 후, 당시, 러시아와의 사이에 체결된 치시마 카라후토 교환조약(千島樺太交換条約)의 소식을 듣고, 러시아에 대한 일본의 위기감을 갖고, 육군 사관학교 입학 시험을 봤다. 그러나 불합격 되었기 때문에, 군인이 될 꿈을 그만두고, 외교관이 될 결의를 한다.
외교관을 꿈꾸고 1881년, 도쿄 외국어학교(현재의 도쿄 외국어대학) 러시아어과에 진학했다. 그러나, 점점 러시아 문학에 심취하게 된다. 또한 도쿄 외국어 학교가 도쿄 상업학교와 합병되어, 시메이가 재학하고 있던 도쿄 외국어 학교 러시아어과는 도쿄 상업학교(현재의 히토츠바시 대학一橋大学) 제3부 러시아어과가 되었다. 그런데, 시메이는 이 합병과 함께 도쿄 상업학교 교장에 취임한 야노 지로에 대한 악감정을 갖게 된다. 그래서 1886년 1월에 퇴학 신청을 하고 학교를 중퇴했다.
또 오타쿠로 주고로(大田黒重五郎, 실업가)는 도쿄 외국어학교 및 도쿄 상업학교에서의 친구이며, 나중에 오타쿠로를 모델로 한 소설 '뜬구름'을 집필했다.
또한, 그의 자필 이력서에 따르면, 1883년 2월 1일부터 1885년 12월 25일까지, 센슈학교(현재의 센슈대학)에서 배웠고, 그 후의 그의 뜻에 큰 영향을 준 것으로 생각된다.
1885년 2월, 쓰보우치 쇼요를 찾아가, 이후 매주 그의 집에 다니게 된다. 그의 권유로 '소설 총론'을 '중앙학술잡지(中央学術雑誌)'에 발표했다. 또한, 투르게네프의 '아버지와 아들'의 일부를 번역했지만, 발표하지 못하고 끝났다.
다음해 1887년에 '신편 뜬구름' 제1편을, 쓰보우치 유조(坪内雄蔵, 쓰보우치 쇼요의 본명) 명의로 간행했다. '서문'에서 처음으로 '후타바테이 시메이'라고 이름지었다. 이 처녀소설 '뜬구름'(제1편~제3편)은 제3편 이래의 초안이 있었기 때문에 미완으로 끝난 작품으로서 소개되어 있는 점도 있지만, 사실주의 묘사와 언문일치의 문체로 당시의 문학자들에게 큰 영향을 준 점은 사실이다. 앞서 썼던 쓰보우치 쇼요의 '당세서생기질(当世書生気質)'에 짙게 남아있던 게사쿠 문학(戯作文学)의 영향을 배제하고, 일본의 근대소설의 시작을 고했다고 되어있다. 또한 러시아어를 할 수 있어서 동시대의 러시아 사실주의 문학을 번역, 소개했다. 특히 투르게네프의 '사냥꾼 일기'의 일부를 번역한 '밀회'은, 그 자연 묘사의 문체가 많은 작가들에게 영향을 주었다.
같은 해에 내각 관보국(内閣官報局)의 관리가 되어 펜을 꺾는다. 또한 사회주의의 영향으로, 빈민 구제책에 대해서 생각한다. 빈민가에 출입하는 와중에 만난 창부가 첫 부인이 되는 후쿠이 쓰네(福井つね)다. 빈민 구제에의 관심은, 나중에 빈민문제나 노동문제를 다룬 저널리스트가 된 마쓰바라 이와고로(松原岩五郎)나 요코야마 겐노스케(横山源之助)등의 친구를 만들어, 그들에게 영향을 주게 되었다.
1895년에 육군 대학교 러시아어과 교사 촉탁, 1899년에 다시 도쿄 외국어학교가 설립되어, 구 외국어학교 시절의 은사인 후루카와 쓰네이치로(古川常一郎)의 추천을 받아 러시아어과의 교수가 된다. 짧은 재직기간이지만 많은 제자로부터 존경받았다. 1901년에는 해군 대학교 러시아어 교수 촉탁을 맡는다.
1902년, 러시아 체재 중에 에스페란토를 배웠고, 1906년에 일본에서 입문서를 출판했다.
나이토 고난(内藤湖南)의 소개로, 1904년 3월에 오사카 아사히 신문사(大阪朝日新聞社)에 들어가, 도쿄 출장원이 되었다. 그러나 그 일은 별로 하지 않고, 도쿄 아사히 신문사(東京朝日新聞社) 주필인 이케베 산잔(池辺三山)의 배려로 도쿄 아사히로 이적해, 소설을 연재한다. 월급 100엔이라는 꽤 높은 급여였다. '그 모습'이나 '평범'을 발표했고, 독자로부터는 대 호평을 받았다. 덧붙인다면 양 작품 사이에 나쓰메 소세키(夏目漱石)의 '우미인초'가 연재되었다.
1908년, 아사히 신문 특파원으로 러시아에 부임, 상트페테르부르크로 향했다. 한편, 모리 오가이(森鴎外)의 '무희(舞姫)', 구니키다 돗포(国木田独歩)의 '소고기와 감자(牛肉と馬鈴薯)'의 러시아어 번역도 했지만, 백야 때문에 불면증에 시달렸고, 또 다음해, 블라디미르 대공의 장례 때문에 눈 속에서 계속 서 있었기 때문에 열이 생겼고. 폐렴, 폐결핵에 걸려, 죽음을 예감하고 부인이나 조모에게 유언장을 쓴 뒤(이 유언은 친구였던 쓰보우치 쇼요에게 맡겼다고 한다), 친구의 설득으로 귀국하게 된다. 런던을 거쳐서 일본으로 귀국하던 도중에, 5월 10일 벵골 만에서 사망했다. 5월 13일 밤에 싱가포르에서 화장이 치러졌고, 30일에 유골이 신바시(新橋)에 도착했다.

## 연보
- 1864년-2월 28일, 에도 이치가야에 태어났다(다른 설 있음).
- 1868년-11월, 어머니, 할머니와 함께 나고야로 이사간다.
- 1871년 -8월, 나고야 번학교에 입학.
- 1872년 -5월, 번학교를 그만 둠. 10월, 도쿄로 가서, 고지마치 이이다쵸(麹町区飯田町)에 산다.
- 1875년 -5월, 아버지의 이동 때문에, 마츠에로 이사간다.
- 1878년 -3월, 도쿄로 다시 이사온다. 5월, 모리카와주쿠(森川塾)에 들어가지만, 10월에 그만둔다.
- 1880년 -2월부터 4월까지 다시 모리카와 쥬쿠에 다닌다. 또, 3학년으로 3회 육군사관학교 시험을 치르지만, 불합격.
- 1881년 -5월, 도쿄 외국어 학교(현재의 도쿄 외국어 대학)에 입학.
- 1883년 -2월 1일, 센슈 학교(현재의 센슈 대학)에 입학.
- 1885년 -12월, 센슈 학교의 학업 과정에 들어가, 12월 25일, 수료하고 졸업.
- 1886년 -1월, 도쿄 상업학교(현재의 히토쓰바시 대학) 제3부 러시아어과를 중퇴했다. 쓰보우치 쇼요를 찾아간다. 4월, '소설 총론'을 발표.
- 1887년 -6월, '뜬 구름' 제1편을 간행.
- 1888年 -투르게네프의 '해후' '밀회'를 번역.
- 1889년 -8월, 내각 관보국에 봉직. 영자신문과 러시아어 신문의 번역에 종사했다.
- 1893년 -1월, 후쿠이 쓰네와 결혼했다.
- 1894년 -12월, 장녀 세쓰(せつ)가 태어났다.
- 1896년 -2월, 츠네와 이혼. '짝사랑'을 출판했다.
- 1897년 -12월, 내각 관보국을 사직.
- 1898年 -11월, 해군 편수서기(海軍編修書記)가 된다.
- 1899年 -7월, 해군 편수서기를 그만둔다. 9월, 도쿄 외국어 학교 교수가 된다.
- 1902年 -5월, 도쿄 외국어 학교 교수를 그만둔다. 대륙으로 건너가 도쿠나가 상사(徳永商社)의 상담역이 된다.
- 1902年 -9월, 하얼빈을 떠나, 예전 친구인 가와시마 나니와(川島浪速)를 찾아가서 베이징의 경사경무학당(京師警務学堂事) 사무장이 된다.
- 1903年 -7월, 사무장을 그만두고 귀국했다.
- 1904년 -3월, 오사카 아사히 신문의 도쿄 출장원이 된다. 8월, 시노 리우와 재혼.
- 1906년 -10월, '그 모습'의 연재를 시작한다.
- 1907년 -10월, '평범'의 연재를 시작한다.
- 1908년 -6월, 러시아의 상트페테르부르크로 파견된다.
- 1909년 -3월, 폐렴, 폐결핵 때문에 입원. 4월에 출국. 5월 10일, 벵골만에서 객사. 향년 45세.
- 1910년 -아사히 신문사에서 전집 출판. 그 교열은 이시카와 다쿠보쿠(石川啄木)가 했다.